# West Sussex Championships 1935
Die West Sussex Championships 1935 im Badminton fanden vom 9. bis zum 12. Januar 1935 in Worthing statt. Die Titel des Vorjahres konnten in allen drei Doppeldisziplinen verteidigt werden.

## Finalergebnisse
| Disziplin    | Sieger                        | Finalist                       | Ergebnis     |
| ------------ | ----------------------------- | ------------------------------ | ------------ |
| Herreneinzel | H. E. Baldwin                 | F. C. Sharp                    | 17-14, 15-10 |
| Dameneinzel  | Alice Teague                  | Queenie Allen                  | 11-0, 11-3   |
| Herrendoppel | Donald C. Hume Leslie Nichols | Ralph Nichols Geoffrey Fish    | 15-10, 15-8  |
| Damendoppel  | Betty Uber Brenda Speaight    | Marjorie Henderson L. W. Myers | 15-4, 15-4   |
| Mixed        | Donald C. Hume Betty Uber     | D. Bowditch L. M. Evans        | 15-2, 15-2   |